# Araucaria columnaris
Araucaria columnaris (араукарія коралова, араукарія велика) — вид хвойних рослин родини араукарієвих.

## Поширення, екологія
Країни проживання: Нова Каледонія. Це єдиний вид новокаледонських араукарій, котрий живе на вапняних ґрунтах, хоча не обмежується цими субстратами. На острові Пінос часта на корали. Вид часто саджають в інших прибережних районах Нової Каледонії.

## Морфологія
Вузько конічне дерево до 60 м заввишки. Основний стовбур чистий з численними короткими пагонами. Кора сіра, паперова. Молоде листя голчасте, в той час як більш широке дорослих листя трикутне і лускате. Чоловічі шишки довгасто-циліндричні, 5–10 см в довжину і 15–22 мм ширину; мікроспорофіли гострокінцеві. Жіночі шишки 10–15 см в довжину і 7–11 см ширину. Насіння 3–3,5 см довжиною, горіхи яйцеподібні, крила широко закруглені.

## Загрози та охорона
Загрози не були визначені для цього виду. Зміни у рівні моря можуть бути проблемою в майбутньому.

## Використання
Араукарію велику вирощують у кімнатах.